# Byturus tomentosus
Espèce
Byturus tomentosus, parfois appelé le ver des framboises (sa larve), est une espèce d'insectes coléoptères de la famille des byturidés.

## Description

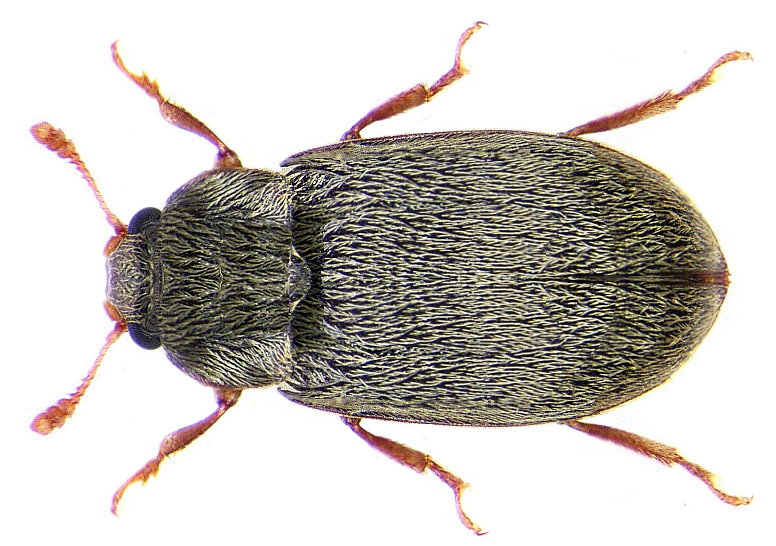
Imago

L'imago est un petit coléoptère de 4 à 5 mm de long, de couleur brun jaunâtre, couvert de fins poils. Ces insectes apparaissent en avril-mai, peu avant la floraison des framboisiers.

## Distribution
Zone paléarctique : presque toute l'Europe, Afrique du Nord, Moyen-Orient, Asie (sauf sud).

## Dégâts
Les adultes rongent les bourgeons, les très jeunes feuilles de framboisier et se nourrissent surtout de pollen. Les larves, provenant des œufs pondus dans les fleurs, rongent la base des jeunes fruits puis s'introduisent dans la framboise qu'elles vident de sa chair, ouvrant parfois la voie aux maladies fongiques, causes de pourrissement. Les larves peuvent passer d'une framboise à l'autre. Leur forfait terminé, elles se laissent tomber au sol où a lieu la nymphose hivernale dans un cocon. Habituellement, les dégâts restent peu importants et des moyens de lutte biologique (répulsifs à base de plantes) permettent de les limiter.